# Gyurity István
Gyurity István (horvátul: Stipan Đurić) (Hercegszántó, 1970. február 27.) magyarországi horvát színész, énekes.

## Életpályája
Szabadúszó művészként Budapesten él, ahol magán színiiskolákban tanult, a Nemzeti Színház Stúdiójában 1990-ben, az Operettszínház Stúdiójában 1993-ban végzett. 1988-tól szerepelt a Nemzeti Színházban, 1989-től a Népszínház előadásain. 1992-től a Pécsi Horvát Színház tagja, 1993-tól 10 évig pedig a Budapesti Operettszínház művésze volt. Ismert a magyarországi horvátok körében, de a kalocsai közönség is jól ismeri. 2021-2023 között a Turay Ida Színházban is játszott.

## Színházi szerepeiből
- Molière: A fösvény... Harpagon
- Ivo Brešan: Paraszt Hamlet... Simurina
- Miroslav Krleža: Kraljevo... Blazina úr, vak
- Miroslav Krleža:  „Séta a halott gyermekkor sírboltjában”... szereplő
- Mladen Širola: Dugonja, Trbonja i Vidonja (Nyakigláb, Csupaháj és Málészáj)... Nyakigláb
- Josip Cvenić: Csavaros ajtók... Nyomozó
- Antun Karagić: Svijest... Markó apó, Mate öreg szolgája
- Noël Coward: Magánügyek... szereplő
- Pierre Gripari: Inspektor Psina... Farkas; Királyfi; Ördög
- Sárosi István: A Gonosz bennünk él - s ez olyan jó... szereplő
- Gátai Zoltán: Marica... Márkó bácsi
- Bozsó József: Mátyás és a bolondkirály... Mátyás király
- Ken Ludwig – George Gershwin: Bolondulok érted (Crazy for you)... Lank Hawkins
- Peter Stone: Van, aki forrón szereti... Boxer Norton
- Jean Poiret – Harvey Fierstein – Jerry Herman: Őrült nők ketrece... Etienne
- Dale Wasserman – Mitch Leigh – Joe Darion: La Mancha lovagja... Cervantes/ Don Quijote
- Thomas Meehan: Annie... Rendőr, Drake, Artie
- Lévay Szilveszter: Elisabeth... Rauscher bíboros
- Szirmai Albert – Bakonyi Károly – Gábor Andor: Mágnás Miska... Mixi gróf
- Kálmán Imre: A montmartre-i ibolya... Florimond
- Kálmán Imre: Csárdáskirálynő... Ügyelő; Portás
- Ábrahám Pál: Bál a Savoyban... Celestin; Archibald
- Lehár Ferenc: Luxemburg grófja... Lord Worchester
- Lehár Ferenc: A víg özvegy... Bogdanovics
- Eisemann Mihály – Szilágyi László: Zsákbamacska... Titkár
- Jacobi Viktor: Leányvásár.... Simpson
- Ránki György – Romhányi József: Muzsikus Péter... Bé
- Csemer Géza – Szakcsi Lakatos Béla: Dobostorta... Kabinetfőnök; Máshol Hartmann; A süket ékszerész

## Filmes és televíziós szerepei
- Szamba (1996)
- Sacra Corona (2001)
- Vajdasági vérfürdő - 1944 (2004)
- Argo (2004)
- Fekete kefe (2005)
- Kisváros (2000)
- Tea (2003)
- Szeress most! (2005)
- Munkaügyek (2013)
- Hacktion: Újratöltve (2013)
- A tanár (2019)
- Mintaapák (2019)
- A Király (2022)
- Drága örökösök – A visszatérés (2023–2024)
- …a szomszéd tehene (2024)

## Szinkronszerepeiből
- A korona hercege: Hong Gukjong - Han Sang Jin
- Thomas és barátai: James
- Stargate SG1: Jonas